# Karl Henize
Karl Henize (ur. 17 października 1926 w Cincinnati, zm. 5 października 1993 na Mount Evereście) – amerykański astronom i astronauta.

## Życiorys
Uczył się w szkołach w Plainville i Mariemont w stanie Ohio, w 1947 uzyskał dyplom z matematyki, a w 1948 z astronomii na Uniwersytecie Wirginii, w 1954 uzyskał doktorat z astronomii na Uniwersytecie Michigan. Pracował w obserwatorium astronomicznym Uniwersytetu Michigan, a od 1954 w Mount Wilson Observatory w Kalifornii, w latach 1956-1959 był starszym astronomem w Smithsonian Astrophysical Observatory. W 1959 został asystentem profesora, a w 1964 profesorem na wydziale astronomii w Northwestern University. Poza wykładaniem zajmował się badaniami m.in. nad mgławicami i emisjami gwiazd, 1961-1962 był obserwatorem-gościem w Mount Stromlo Observatory w Canberze w Australii. Później prowadził też badania nad optycznymi systemami ultrafioletowymi i zajmował się programami astronautycznymi, związał się z NASA. 4 sierpnia 1967 został wyselekcjonowany przez NASA jako kandydat na astronautę, rok później ukończył podstawowe szkolenie przygotowawcze w Vance Air Force Base w Oklahomie, następnie był w składzie załogi zapasowej podczas kilku misji astronautycznych. Był także szkolony w zakresie pilotażu odrzutowców. Od 29 lipca do 6 sierpnia 1985 był specjalistą misji STS-51-F, trwającej 7 dni, 22 godziny i 45 minut; start nastąpił z Centrum Kosmicznego Johna F. Kennedy’ego na Florydzie, a lądowanie w Edwards Air Force Base w Kalifornii.
W kwietniu 1986 opuścił NASA. Miał wylatane 2300 godzin na odrzutowcu. 5 października 1993 podczas wyprawy na Mount Everest i atakowania szczytu od północnej strony zmarł na wysokościowy obrzęk płuc. Pozostawił żonę Caroline i czwórkę dzieci.